# Collin Franklin
Collin Franklin (Simi Valley, 20 luglio 1988) è un ex giocatore di football americano statunitense che ha giocato nel ruolo di tight end. Al college ha giocato a football all'Università statale dell'Iowa.

## Carriera professionistica

### New York Jets
Dopo non essere stato selezionato nel Draft 2011, Franklin firmò in qualità di free agent con i New Jets, con cui passò la pre-stagione 2011, venendo tagliato prima dell'inizio della stagione regolare.

### Tampa Bay Buccaneers
Il 10 agosto 2011, Franklin firmò per far parte della squadra di allenamento dei Tampa Bay Buccaneers. Il 28 settembre, il giocatore fu promosso nel roster attivo dopo l'infortunio del tight end Cody Grimm che venne inserito in lista infortunati. Nella sua prima stagione da professionista, Franklin disputò due partite, nessuna delle quali come titolare.

## Palmarès
- Campionati portoghesi: 2

2015-16, 2016-17

## Statistiche
NFL
| Partite totali             | 2 |
| Partite totali da titolare | 0 |
| Yard su ricezione          | 0 |
| Touchdown su ricezione     | 0 |